# Hécourt, Eure

Hécourt este o comună în departamentul Eure, Franța. În 1 ianuarie 2022 avea o populație de 318 de locuitori.